# Beschlag

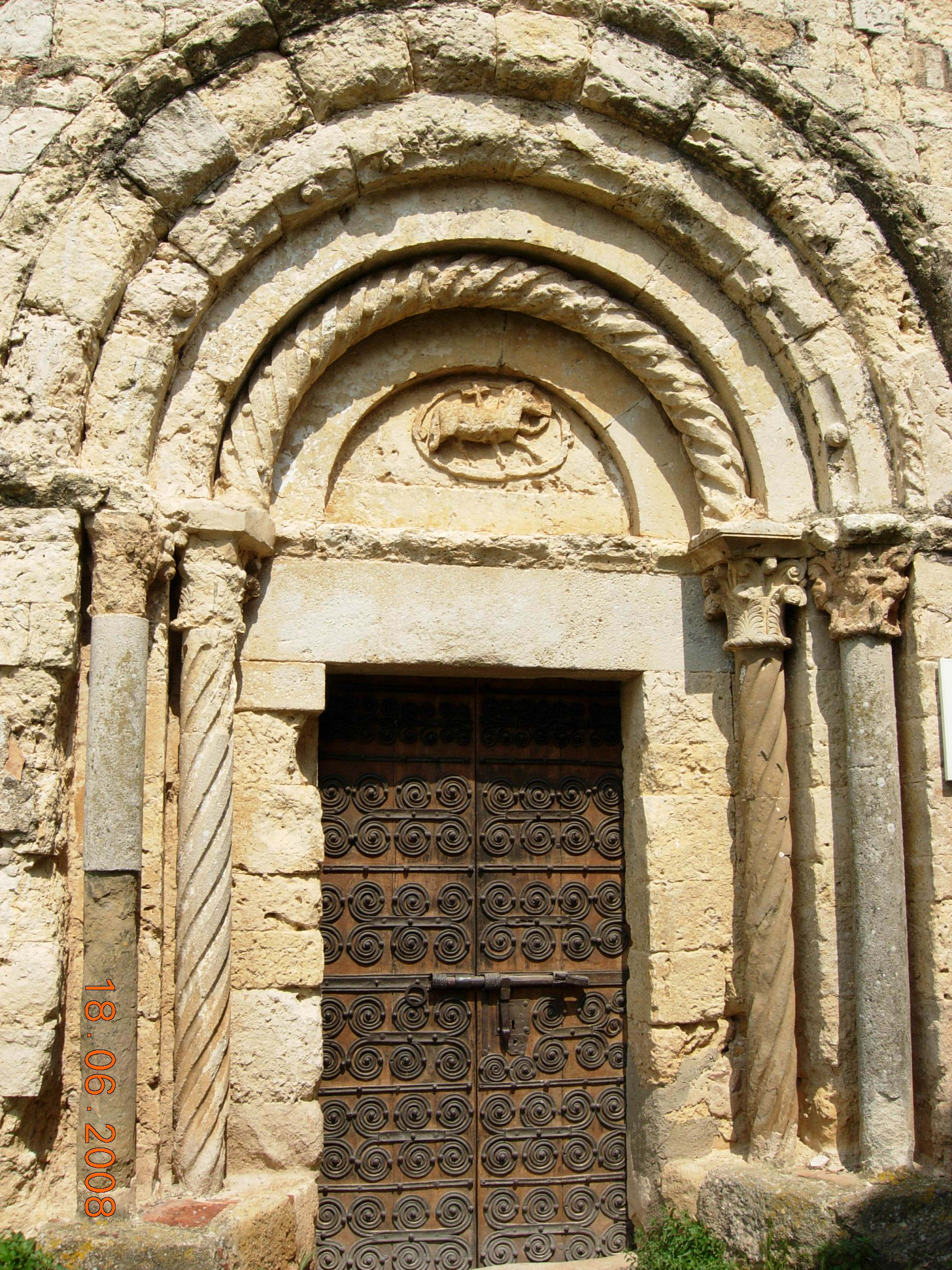
Spiralförmige Türbeschläge am romanischen Portal der Kirche von Navata, Katalonien

Ein Beschlag ist ein meist aus Metall gefertigtes Schutz-, Verbindungs-, Funktions- oder Bedienelement, welches ursprünglich auf hölzernen Bauteilen durch Nägel befestigt wurde: Möbel, Truhen, Türen, Fenster und andere Bauelemente wurden „beschlagen“.
Ebenso werden Hufe von Pferden mit Hufeisen beschlagen und der Begriff wird im weiteren Sinne auch auf metallische Elemente angewendet, die durch Nieten, Schrauben oder auf andere Weise auf Gegenstände aufgebracht werden, die selber aus Metall bestehen.
Typische Beschläge wie Scharniere oder Griffe dienen der Einleitung von Kräften. Neben Beschlägen mit technischer Funktion, denen oft auch eine gestalterische Aufgabe zukam, wurden stets auch rein dekorative Zier-Beschläge eingesetzt, wie etwa an den Eingangsportalen repräsentativer Bauten oder an militärischen Prunk-Rüstungen. Bestimmte Beschläge sind charakteristisch für bestimmte Epochen und Architektur- und Möbelstile.

## Türbeschläge
Zur Verbesserung der Haltbarkeit mittelalterlicher (Kirchen)-Türen wurden diese häufig mit spiralförmig gedrehten Eisenbändern beschlagen, die auch eine unheilabwehrende (apotropäische) Funktion gehabt haben können. Gleichzeitig dienten die Bänder auch als Schmuck der Tür.
Zu den Türbeschlägen zählt zum ersten die sogenannte Türangel. Darunter kann man sich einen Dorn oder Bolzen vorstellen, der im Türrahmen eingelassen ist und an dem das Türblatt aufgehängt wird. Bei einer gewöhnlichen Zimmertür, Innentür oder Kellertür ist die Anbringung von einem Bolzen oben und unten ausreichend.
Bei einer Tür mit erhöhten Sicherheitsanforderungen hat das Türblatt ein höheres Gewicht, weshalb auch zwei, drei oder mehr Bolzen oben und unten verwendet werden. Aufgehängt wird die Tür an der Türangel mittels Türband. Umgangssprachlich ist das Türband auch als „Türscharnier“ bekannt. Es ist ein eisernes Band mit einem zu einem Auge gebogenen Ende, das den Bolzen der Türangel umfasst und am langen Ende auf dem Türblatt fixiert ist.
Heute werden Türband und Türangel bereits ineinander verbaut produziert und lassen sich in Höhe und Neigung verstellen.
Der dritte und wichtigste Beschlag der Tür ist das Türschloss, eine mechanische Vorrichtung in verschiedensten Varianten des Aufbaus je nach Sicherheitsanspruch. Es besteht aus der Schlossfalle, dem Türgriff bzw. der Türgarnitur, dem Schließblech, dem Türriegel und ggf. dem Schließzylinder. Im 20. Jahrhundert hat sich der Begriff Baubeschlag für diese Produkte durchgesetzt.

## Möbel

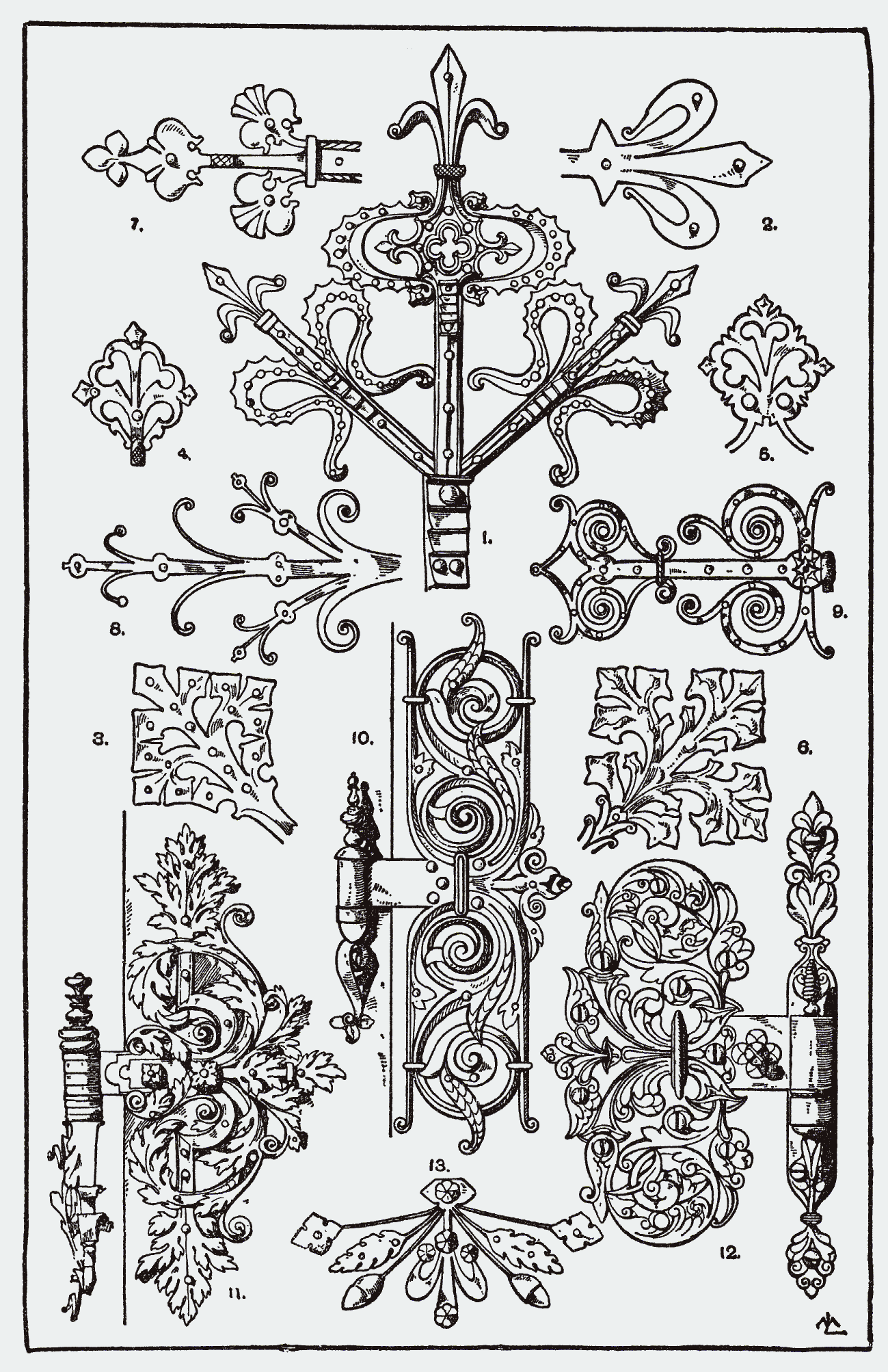
Verzierte Möbel-Beschläge:
verzierende Elemente und Scharniere (Bildtafel aus A Handbook of Ornament, 1898)

Typische Möbelbeschläge sind Scharniere, Griffe, Klappen, Schlüsselschilder und Schubladenführungen. Eisenbeschläge finden sich auch auf (Schatz)-Truhen.
Konstruktionen, die dem Zusammenhalt von zerlegbaren Möbeln dienen, werden als Verbindungsbeschlag bezeichnet.
Zur beweglichen Befestigung einer Tür an einem Schrank dienen Türband und Klavierband.

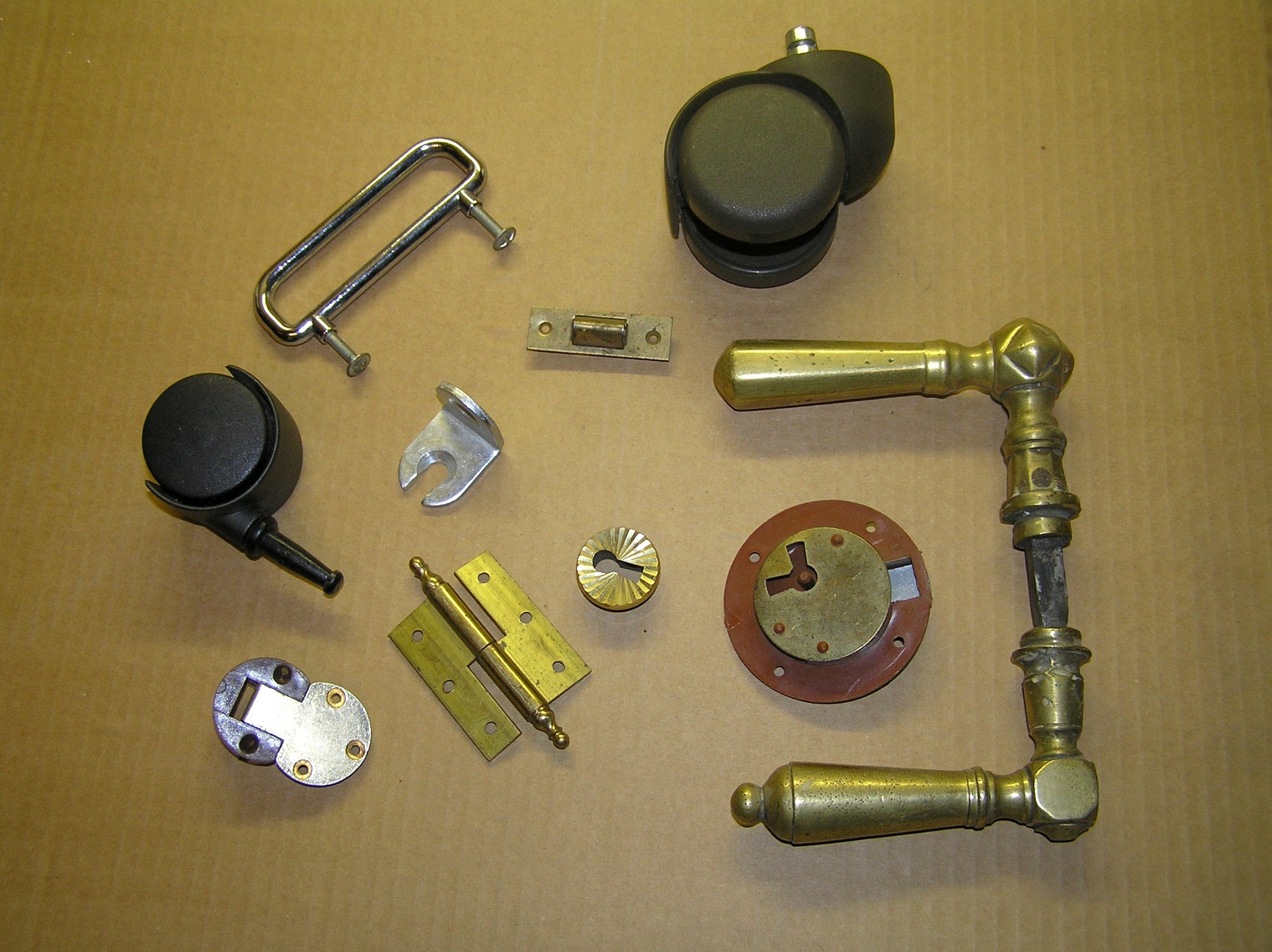
Diverse Möbelbeschläge: Griffe, Scharniere (Bänder), Schloss und -teile, Lenkrollen (Möbelrollen, Stuhlrollen)
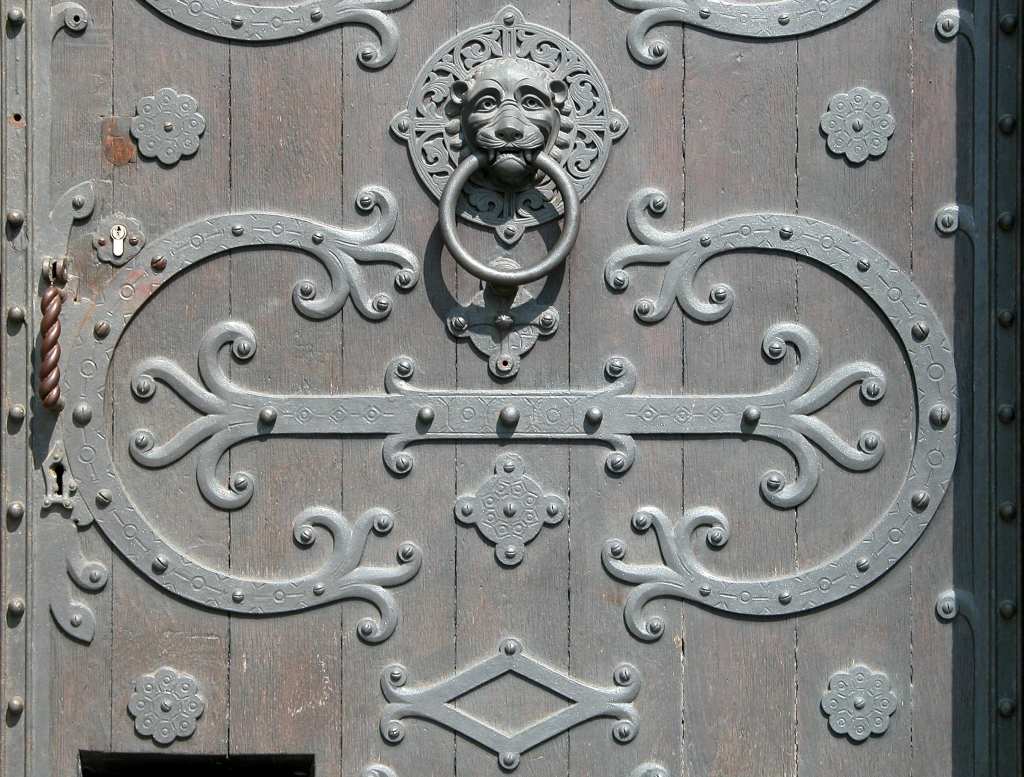
Vorwiegend verzierende Beschläge an einer Tür der Burg Dankwarderode
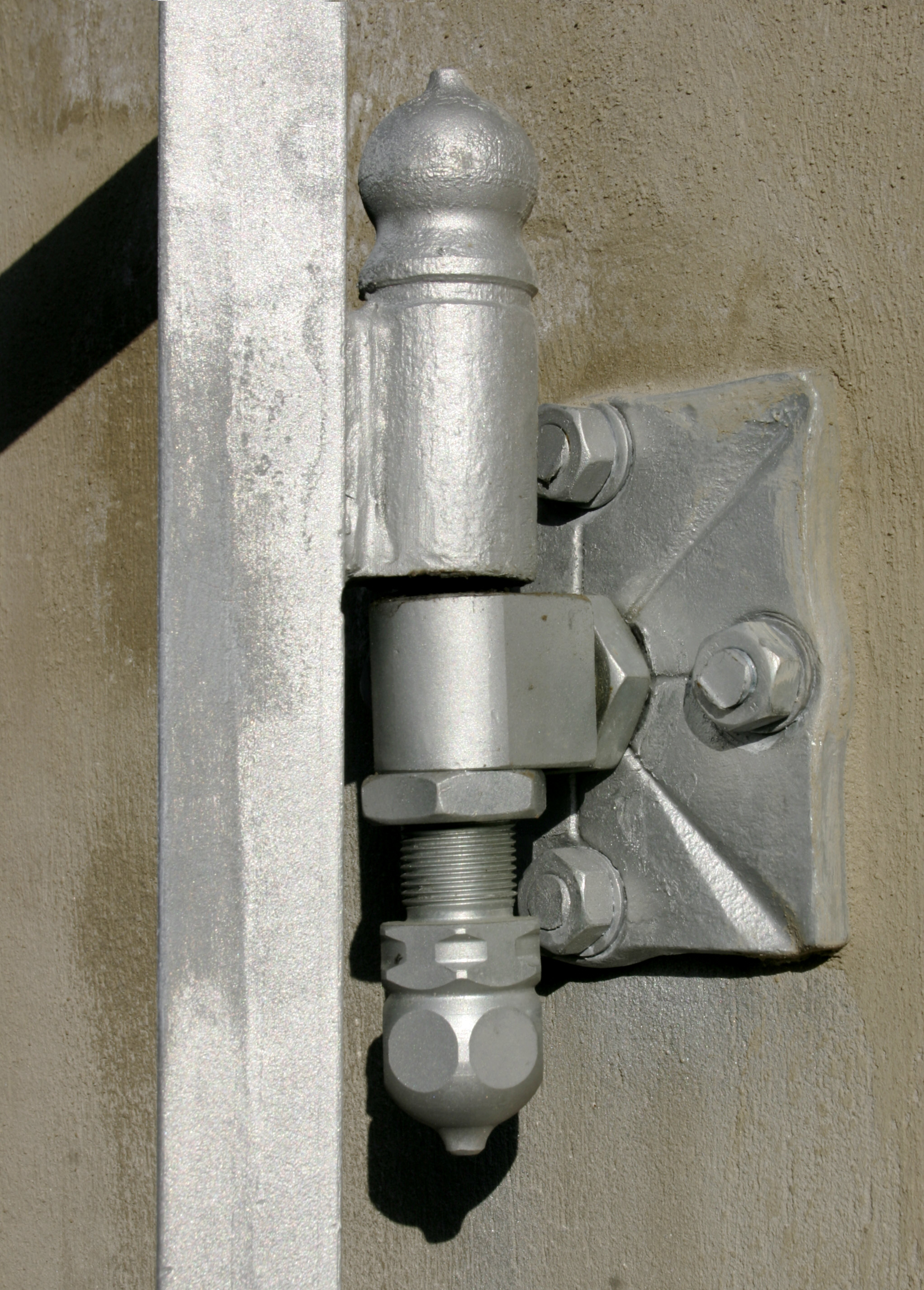
Scharnier (Türband)
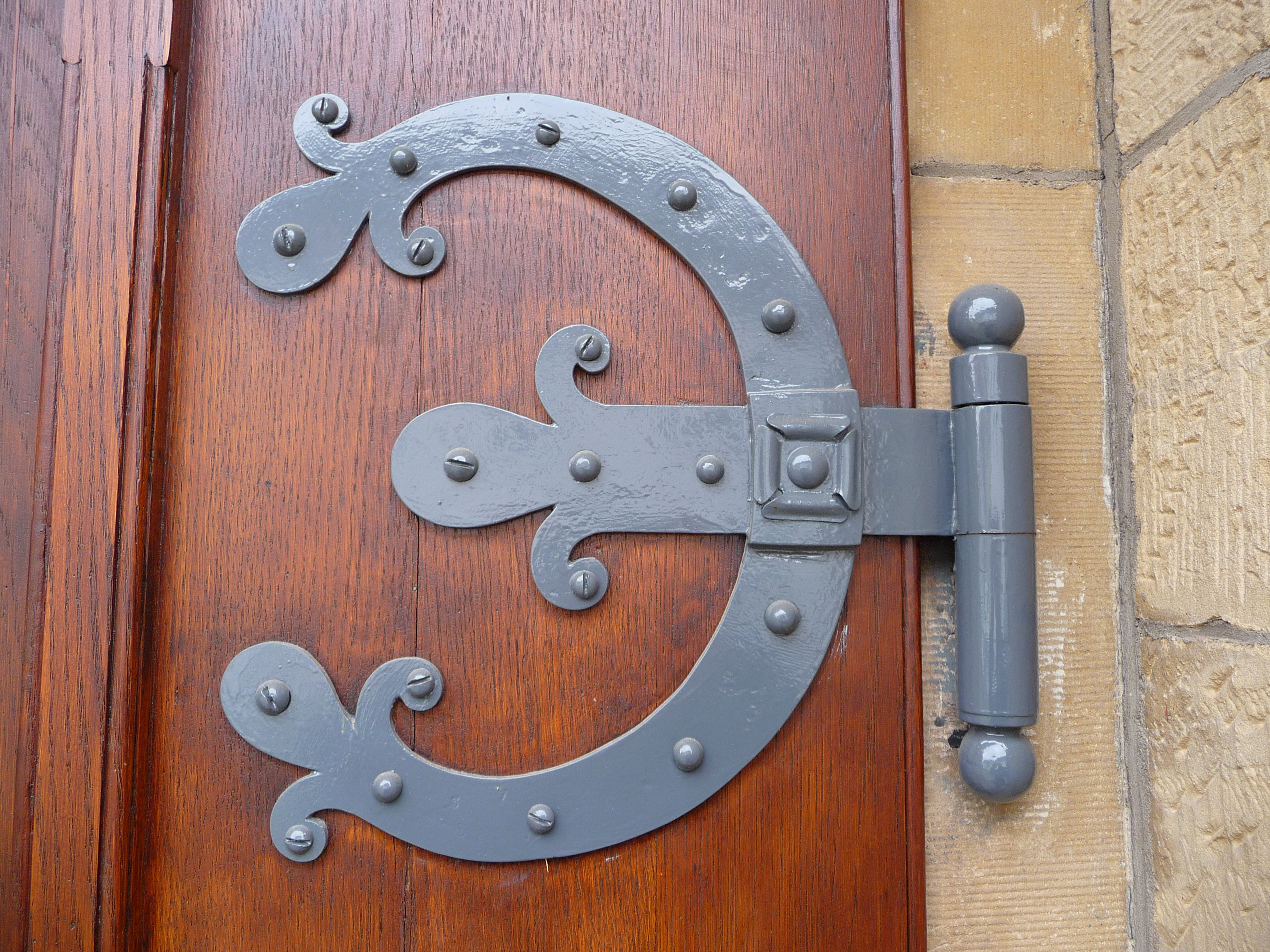
Verziertes Prunktürband an Kirchentür St. Peter in Heidelberg

## Fensterbeschlag
Fensterbeschläge verbinden den beweglichen Teil eines Fensters, den Fensterflügel, mit dem unbeweglichen Teil, dem Fensterrahmen. Je nach Öffnungsweise des Fensters lassen sich verschiedene Beschlagsarten unterscheiden, die die entsprechende Öffnungsweise erst ermöglichen:
Drehbeschläge
Bänder und Verschlüsse, die das vollständige seitliche Aufschwenken oder Schließen des Fensters ermöglichen, vergleichbar einer Tür
Drehkippbeschläge
lassen das Fenster wahlweise vollständig aufschwenken oder zum Lüften ankippen. Neben der üblichen Schaltfolge beim Drehen des Bedienungshebels (Dreh-vor-Kipp) ist auch die Schaltfolge Kipp-vor-Dreh erhältlich. Letztere wird eingesetzt, um die Gefahr des Herausfallens von Kindern durch ein versehentlich geöffnetes Fenster zu verringern.
Schiebebeschläge
lassen das Fenster vertikal oder horizontal in eine offene Position fahren, was häufig auch bei Kombinationen von bodentiefen Fenstern mit Verandatüren erwünscht ist.
Schließbeschläge
Zum Verriegeln des Fensterflügels werden heute fast ausschließlich Kantenverschlüsse angewendet, die zugleich die Steuerung der Drehkippfunktion übernehmen. Historische Fenster wurden etwa mit Vorreibern, Schieberiegeln, Schubstangen mit Basküleantrieb, Espagnolette- oder Schwengelverschlüssen verriegelt.
Ladenbeschlag
Besonders in Südeuropa, aber auch in Skandinavien werden heute noch oft Klappläden verwendet, um die Sonneneinstrahlung abzuschirmen bzw. den Wärmeverlust zu verringern; sie werden mit Hilfe von Ladenbeschlägen am Fensterrahmen oder an der Mauer befestigt.

## Schiffe
Auf Schiffen, besonders Segelschiffen, finden sich eine große Anzahl von Beschlägen, die in der Regel zur Aufnahme von Tauwerk und Tampen dienen. So etwa Klampen, Winschen, Fallenstopper oder Curryklemmen, mit denen Leinen bedient und arretiert werden. Dazu auch Fockschotleitschienen, Traveller und weitere Ösen, an denen Blöcke (Umlenkrollen) festgemacht werden.
Die auf dem Deck angebrachten Klampen dienen zum Festmachen des Schiffes an Land. Um das Deck herum verläuft die Reling mit den Relingsfüßen, in die die Relingsstützen gesteckt werden.
Zur Befestigung des Mastes dient die in der Mitte des Decks befindliche Mastspur. Der Mast wird über die Wanten und Stage abgestützt, wozu ins Deck Püttinge eingelassen sind, die die Zugkräfte des Riggs aufnehmen. Der Lümmelbeschlag dient dem Anschluss des Baums an den Mast.
Ebenfalls als Beschläge werden Teile genannt, die der Verbindung von zwei beweglichen Teilen dienen, etwa die diversen Schäkel oder Kauschen im Segel.

## Militärische Kopfbedeckungen

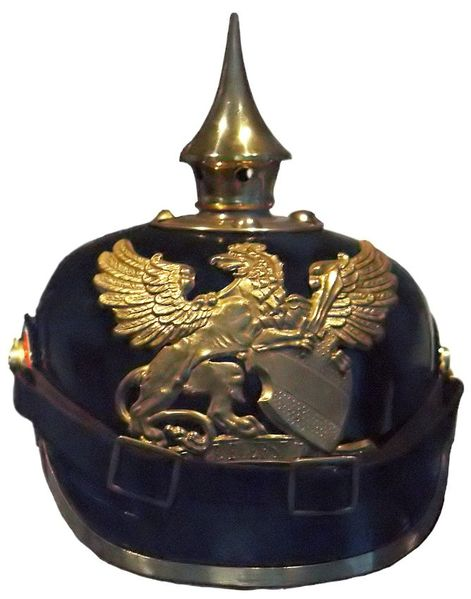
Beschlag an der badischen Pickelhaube

Auf militärischen Kopfbedeckungen des 19. und frühen 20. Jahrhunderts (Raupenhelm, Tschako, Pickelhaube) waren Beschläge mehr zur Zierde als zum Schutz angebracht.